# La Valette-du-Var
La Valette-du-Var este un oraș în Franța, în departamentul Var, în regiunea Provence-Alpi-Coasta de Azur. Face parte din aglomerația orașului Toulon.
1. ↑  répertoire géographique des communes, accesat în 26 octombrie 2015
2. ↑  dataset of postal codes in France, 1 octombrie 2018